# Мозеш, Георгий Викторович
Мозеш Дьердь (род. 1923) — венгерский военный деятель, воевавший в Великую Отечественную войну за СССР.

## Биография
Родился в Венгрии, в городе Будапеште 15 мая 1923 года в семье портного, деятеля социал-демократического движения, коммуниста Мозеш Виктора. Когда мальчику было 4 года, семья, спасаясь от преследований в Венгрии эмигрировала в СССР и поселилась в Москве. С началом Великой Отечественной войны Мозеш Дьердь добровольцем ушёл на фронт. Участвовал в боях снайпером на Брянском фронте, водителем в 6-м гвардейском минометном полку на Воронежском фронте. Позже служил наводчиком боевой реактивной установки «Катюша». В начале 1942 года был ранен от взрыва термической бомбы, едва не потерял зрение, но вылечился и с мая 1942 года продолжал воевать в рядах Советской Армии.
Мозеш Дьердь в конце 1942 года был направлен во 2-е Омское гвардейское минометное артиллерийское училище, которое окончил в мае 1944 года. 30 июня 1944 года ему было присвоено звание гвардии младшего лейтенанта. В Омске закончил 3-х месячные топографические курсы усовершенствования офицерского состава артиллерии (КУОСА) и в сентябре 1944 года был направлен на 1-й Белорусский фронт, где стал командиром огневого взвода 16 Гвардейской минометной бригады 5 Гвардейской минометной Калинковичской дивизии, в составе которой участвовал в боях за освобождение Минска, Варшавы. Мозеш Дьердь был ранен второй раз, но от госпитализации отказался и участвовал в освобождении города Познань, в Одерской операции, в боях за взятие Берлина, закончил войну у реки Эльба, город Дессау в звании гвардии лейтенанта. С 1946 года служил в Гороховецких лагерях под городом Горьким, позднее в Туркестанском военном округе. Был демобилизован из армии в 1948 году.
В Венгрию вернулся в 1956 году и был кооптирован в Венгерскую Народную Армию в ранге старшего лейтенанта. В 1960 году был направлен Уполномоченным Представителем Главного Технического Управления и В/П Техника Министерства Внешней Торговли, позднее стал Представителем Генерального Штаба ВНА в Советском Союзе, где успешно сотрудничал с соответствующими ведомствами по вопросам научно-технического снабжения и по вопросам обеспечения импорта-экспорта. В 1990—1991 году работал на Украине, г. Киев. В 1983 году получил звание полковника. Вышел на пенсию в 1991 году.
Мозеш Дьердь был последним из ныне живущих венгров, воевавшим в рядах Советской Армии в Великой Отечественной войне. Умер 16 июня 2017 года, похоронен в городе Будапеште, на кладбище Farkasréti.
В канун 71-й годовщины Победы в Великой Отечественной войне, на телеканале «Вести. Ру» была передача, посвященная Мозеш Дьердь.

## Награды
- Награждён советскими орденами Красной Звезды и Отечественной войны I степени, многими медалями и знаками отличия
- венгерским орденом Красной Звезды и орденом за Социалистическую Родину, за Службу Родине, За Военные заслуги
- Знаками отличия Чехословакии, Польши, ГДР, Украины, Белоруссии и Монголии